# ماركوس فيغوروا
ماركوس فيغوروا (بالإسبانية: Marcos Daniel Figueroa)‏ (18 يناير 1990 بروساريو في الأرجنتين - ) هو لاعب كرة قدم أرجنتيني في مركز الهجوم. لعب مع روزاريو سنترال وClub Atlético Temperley ‏.

## وصلات خارجية
- ماركوس فيغوروا على موقع قاعدة بيانات كرة القدم.إي يو (الإنجليزية)
- ماركوس فيغوروا على موقع Soccerway.com (الإنجليزية)
- ماركوس فيغوروا على موقع عالم كرة القدم.نت (الإنجليزية)